# Martín Satriano
Martín Adrián Satriano Costa (* 20. Februar 2001 in Montevideo) ist ein uruguayisch-italienischer Fußballspieler.

## Karriere
Satriano begann seine fußballerische Ausbildung in seiner Geburtsstadt Montevideo bei Nacional Montevideo. Ende Januar 2020 wechselte er in die U19 des italienischen Erstligisten Inter Mailand. In der Rückrunde der Saison 2019/20 kam er noch zu vier Spielen und einem Tor in der Primavera 1 und zu zwei Einsätzen in der UEFA Youth League. In der Folgesaison kam er zu 14 Treffern in 30 U19-Spielen und stand zudem die ersten drei Male im Spieltagskader der Profis. Für diese Spielzeit 2020/21 wurde er Mitglied in der Top-Elf der Saison der Primavera 1. Zur neuen Saison 2021/22 unterschrieb er bei den Nerazzurri seinen ersten Profivertrag. Am 21. August 2021 (1. Spieltag) gab er bei einem 4:0-Heimsieg über den CFC Genua sein Debüt im Profibereich, als er in der 77. Minute für Hakan Çalhanoğlu eingewechselt wurde. Nach vier Einsätzen wurde er nach Frankreich in die Ligue 1 an Stade Brest verliehen. Sein Debüt gab er nach später Einwechslung bei einem 2:0-Sieg über den OSC Lille am 22. Spieltag. Seine ersten beiden Tore gelangen ihm bei einem 5:1-Sieg über den ES Troyes AC am 24. Spieltag. Seitdem spielte er nahezu jedes Ligue-1-Spiel in der Startelf und schoss in seinen 15 Einsätzen vier Tore.
Nach seiner Rückkehr wurde er im Sommer 2022 für die Saison 2022/23 erneut ausgeliehen, diesmal ligaintern an den Aufsteiger FC Empoli. Im Sommer 2023 folgte die erneute Leihe zu Stade Brest. Auch zur Saison 2024/25 wurde er verliehen, neue Leihstation wurde der RC Lens.

## Erfolge
Individuell
- Team der Saison: Primavera 1 2020/21